# Pro Tools (album)
Pro Tools è il quinto album del rapper statunitense GZA, pubblicato nel 2008 da Babygrande Records.
| Recensione       | Giudizio |
| ---------------- | -------- |
| AllMusic         | [ 1 ]    |
| Pitchfork        | [ 2 ]    |
| RapReviews       | [ 3 ]    |
| Slant Magazine   | [ 4 ]    |
| Robert Christgau | B+       |
| PopMatters       | [ 6 ]    |

## Tracce
1. Intromental – 0:52 – Dreddy Kruger
2. Pencil (featuring Masta Killa & RZA) – 3:58 – Mathematics
3. Alphabets – 2:42 – True Master
4. Groundbreaking (featuring Justice Kareem) – 2:32 – Bronze Nazareth
5. 7 Pounds – 2:41 – Black Milk
6. 0% Finance – 4:20 – Jose "Choco" Reynoso
7. Short Race (featuring Roc Marciano) – 4:05 – Arabian Knight
8. Interlude – 0:26 – GZA
9. Paper Plate – 2:48 – RZA
10. Columbian Ties (featuring True Master) – 2:47 – Bronze Nazareth
11. Firehouse (featuring Ka) – 3:43 – Roc Marciano
12. Path of Destruction – 2:36 – Jay Waxx Garfield
13. Cinema (featuring Justice Kareem) – 2:59 – Arabian Knight
14. Intermission (Drive In Movie) – 0:24 – GZA
15. Life Is a Movie (featuring RZA & Irfane Khan-Acito) – 3:10 – RZA
16. Elastic Audio (Bonus Live Performance) (featuring Dreddy Kruger & Fyre Dept) – 4:00 – Dreddy Kruger

## Classifiche
| Classifica (2008)         | Posizione massima |
| ------------------------- | ----------------- |
| Stati Uniti               | 52                |
| US Independent Albums     | 2                 |
| US Top R&B/Hip-Hop Albums | 13                |